# تكيس عقدي
التكيس العقدي (بالأنجليزية: ganglion cyst) وهي عبارة عن كيسة مليئة بسائل ومحاطة بغلاف من وتر أو من مفصل. تحدث في الغالب في ظهر مفصل الرسغ. Onset is often over months. وتنمو على مدار عدة أشهر. في الغالب لاتوجد أعراض أخرى. قد يحدث في بعض الأحيان ألم أو خدر. من المضاعفات التي قد تحدث متلازمة النفق الرسغي.
السبب غير معروف ولكن يُعتقد أن آلية الحدوث تشمل حدوث تجيب خارجي للغشاء الزلالي.

## الأعراض
متوسط حجم هذه التكيسات يكون في حدود 2سم ولكن تم توثيق حالات تم فيها إزالة تكيسات وصل حجمها ل5 سم. قد يختلف حجم التكيس العقدي مع الوقت ومن الممكن أن يزداد حجمها بعد أداء التمرينات.

### أماكن الحدوث
تحدث بكثرة حول ظهر المعصم وعلى أصابع اليدين. من الأماكن الشائعة على طول امتداد العضلة الكعبرية القصيرة الباسطة للرسغ.

## التشخيص
من السهل تشخيص التكيسات العقدية ودلك لوضوحها كما أنها قابلة لللمس.

## توقعات سير الحالة
قابلية تكرار حدوث التكيس العقدي في الكيسات التي تم شفط السائل منها أعلى من تلك التي تم استئصالها جراحياً. نسبة حدوثها مجدداً بعد الاستئصال الجراحي تتراوح ما بين 12-41%.
في دراسة على مدار ستة سنوات للمقارنة بين الكيسات على ظهر الرسغ من حيث استئصالها، شفط محتواها أو بدون علاج. لم يظهر شفط المحتوى أو الاستئصال نتائج مفيدة على المدى البعيد عن عدم العلاج.

## معرض صور

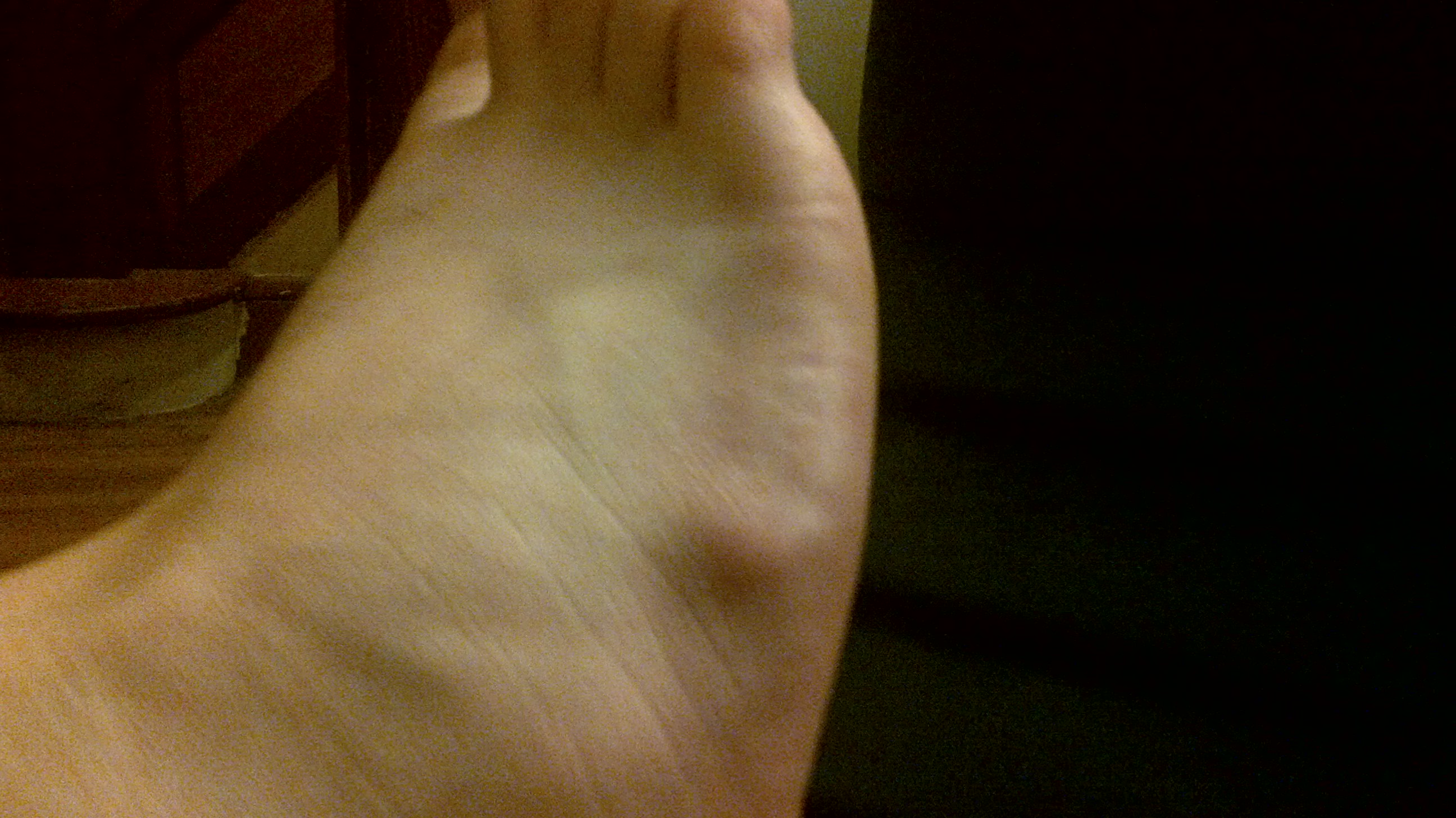
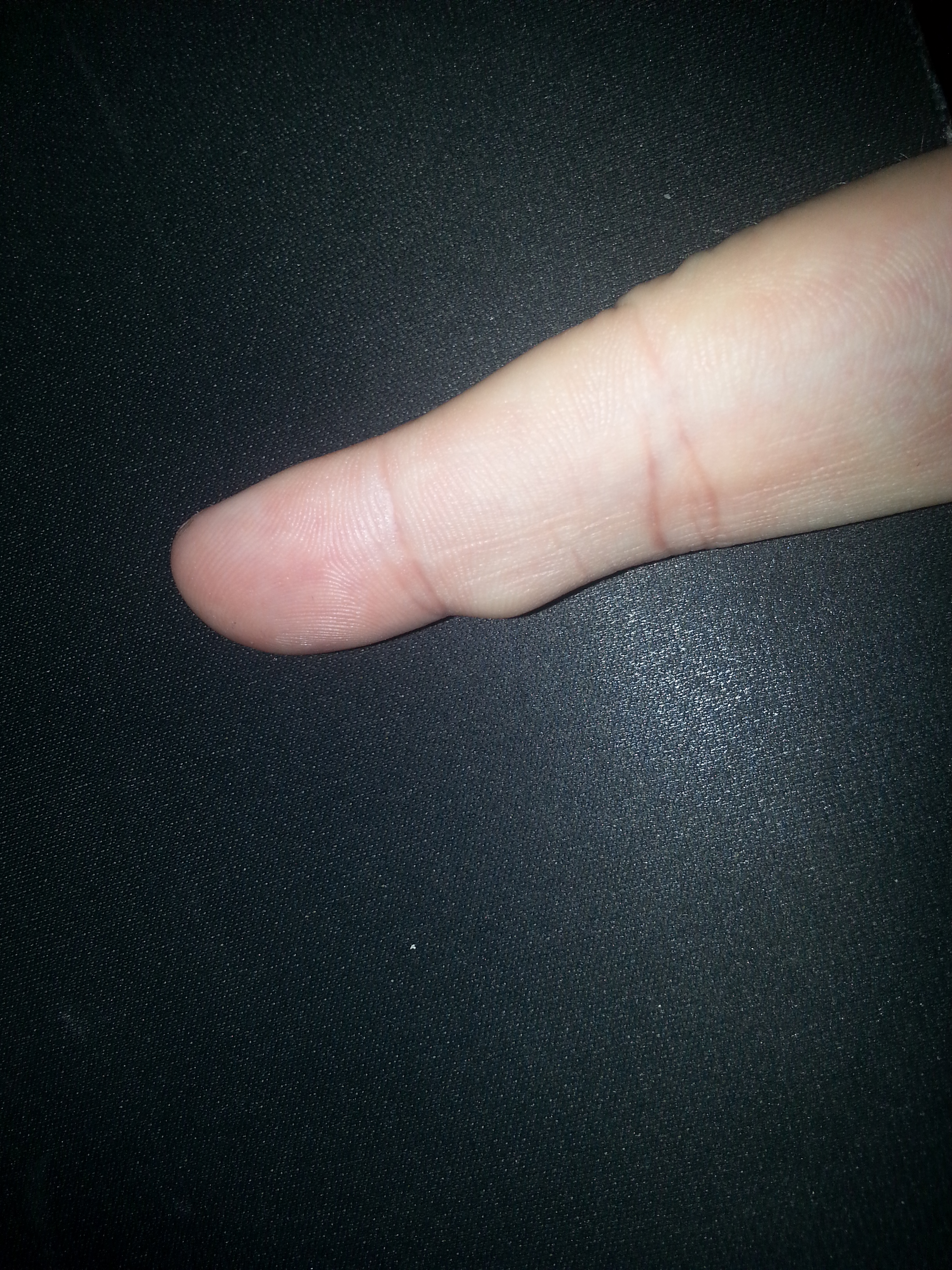
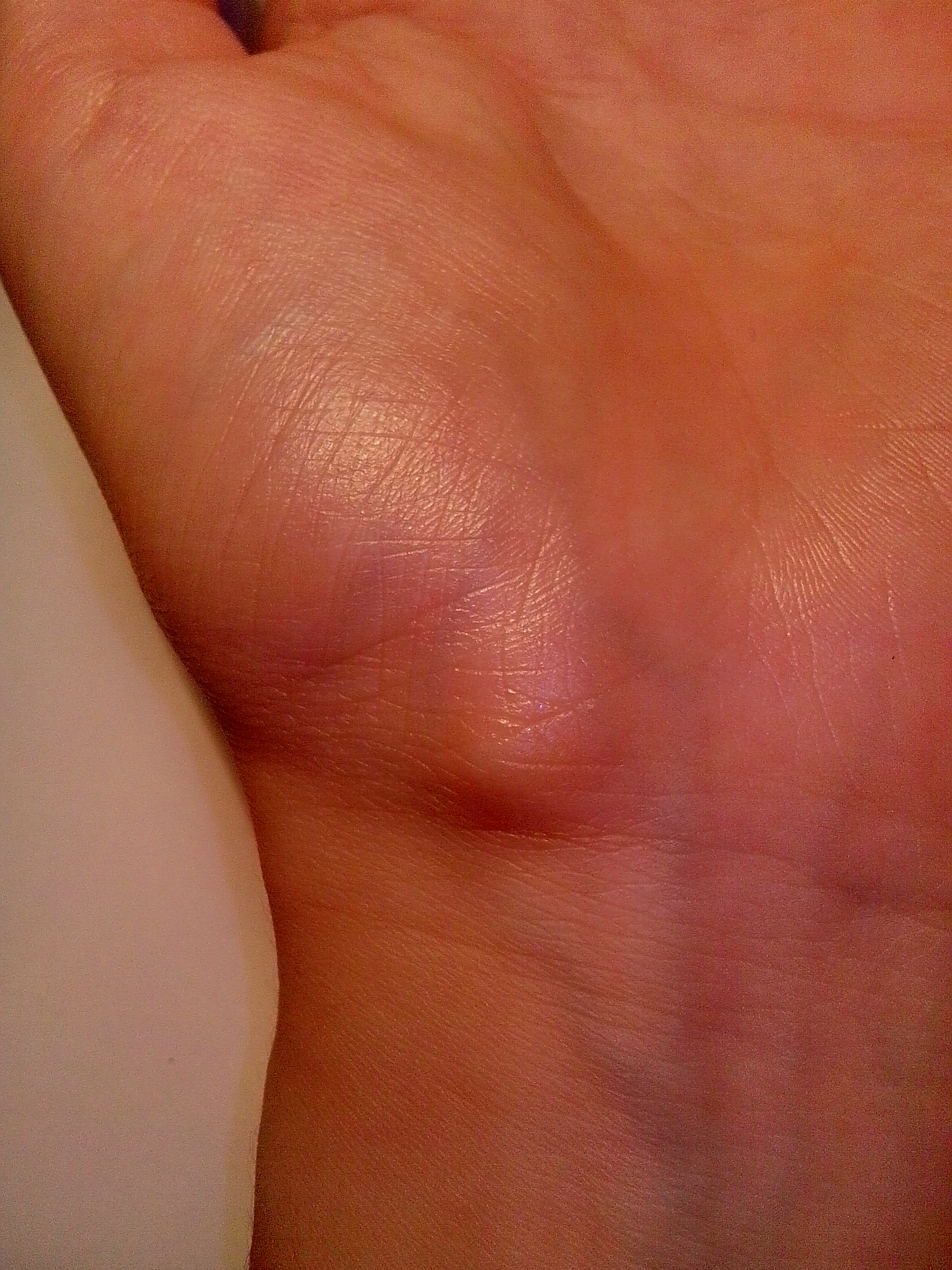
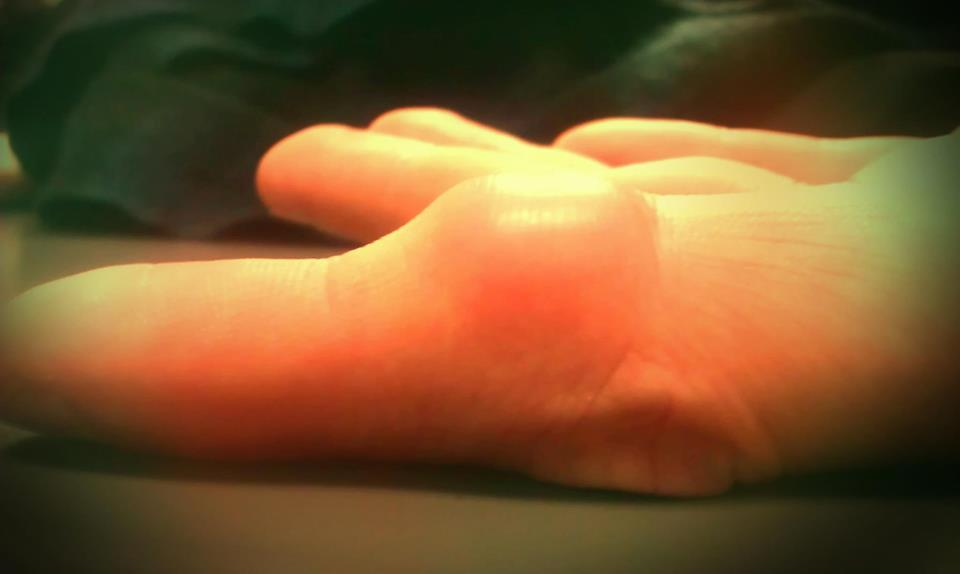